# 柿崎浩一
柿崎 浩一（かきざき こういち、1969年 - ）は、日本の電子工学の研究者である。埼玉大学工学部准教授。
専門分野は量子電子物性、情報記録素子、高密度磁気記録媒体用磁性薄膜、高周波デバイス用薄膜磁性材料を研究。

## 略歴
- 1992年　埼玉大学工学部卒業
- 1994年　埼玉大学大学院理工学研究科博士前期課程修了
- 1994年　埼玉大学工学部助手
- 2001年　博士（学術）（埼玉大学2001年）
- 2002年　埼玉大学工学部助教授
- 現在　埼玉大学理工学研究科准教授

## 論文
- 「超音波噴霧熱分解により作製したNi – Zn フェライトナノ粒子の微細構造および磁気特性」、粉体および粉末冶金 60(6), 257-262, 2013
- 「ナノMn-Znフェライト粒子の作製と磁気特性」、日本電子材料技術協会会報 43, 37-41, 2012
- 「超音波噴霧熱分解法によるナノMn-Znフェライト粒子の作製および磁気特性」、粉体および粉末冶金 59(6), 337-341, 2012
- 「ゾルゲル自己燃焼法により作製したナノニッケルフェライト粒子の低温生成プロセスの解明および磁気特性」、粉体および粉末冶金 58(6), 334-339, 2011
- 「強磁場中熱分解法によって作製した炭素系強磁性体の結晶構造および磁気特性」、粉体および粉末冶金 58(3), 176-180, 2011
- 「遷移金属元素置換六方晶X型フェライトの作製および磁気特性」、粉体および粉末冶金 57(12), 809-813, 2010
- 「強磁性‐強誘電性多層薄膜の作製および磁気 －電気効果」、Journal of the Magnetics Society of Japan 34(3), 281-284, 2010
- 「Co₂Z型フェライトのFe含有量がQuality factorに及ぼす影響」、Journal of the Magnetics Society of Japan 34(3), 232-235, 2010
- 「プラズマ重合反応で形成された非磁性マトリクスを有するグラニュラー軟磁性薄膜」、CACS FORUM (1), 23-26, 2010
- 「磁場印加中熱分解による強磁性熱分解炭素の作製」、粉体および粉末冶金 56(7), 456-460, 2009
- 「Co置換Biフェライト薄膜の室温での強誘電性および磁気特性」、Journal of the Magnetics Society of Japan 33(3), 237-241, 2009
- 「X線微小領域元素分析デジタル解析システム紹介」、MaLS FORUM 6, 13-14, 2009
- 「Co-Sn置換Srフェライトの構造および磁性」、Journal of the Magnetics Society of Japan 32(2-1), 58-62, 2008
- 「包接構造を有するスピネルフェライトのトンネル型磁気抵抗効果」、粉体および粉末冶金 54(6), 451-454, 2007
- 「金属元素置換M型バリウムフェライトの高周波磁気特性」、日本応用磁気学会誌 30(3), 383-386, 2006
- 「軟磁性フェロックスプラナ型フェライトの高周波磁気特性」、粉体および粉末冶金 53(3), 268-272, 2006
- 「金属元素置換Ｍ型バリウムフェライトの高周波磁気特性」、日本応用磁気学会誌 30(3), 383-386, 2006
- 「M型フェライトの高周波磁気特性」、日本電子材料技術協会会報 36, 33-36, 2005
- 「Cu系フェライトの磁気抵抗効果」、粉体および粉末冶金 51(9), 708-712, 2004
- 「強磁性熱分解炭素に対する磁場中熱処理の効果」、日本応用磁気学会誌 28(3), 335-338, 2004
- 「アーク放電を用いた炭素系磁性体の作製および物性」、日本応用磁気学会誌 27(4), 375-378, 2003
- 「下地膜を用いずに作製した c 軸配向 Ba フェライト薄膜の薄層化および生成機構」、粉体および粉末冶金 50(2), 149-153, 2003
- 「配向性Ni-Znフェライトの高周波磁気特性」、粉体および粉末冶金 49(8), 671-676, 2002
- 「窒化鉄粉末の合成およびそれらの熱分解過程における常磁性 -強磁性相変化」、粉体および粉末冶金 49(2), 146-150, 2002
- 「MnZn フェライト薄膜の微細構造に及ぼす熱処理雰囲気および添加物の効果」、粉体および粉末冶金 49(2), 108-113, 2002
- "The effect of AIN underlayer on c-axis orientation of barium ferrite thin films for perpendicular magnetic recording " , （共著）, J.Magn.Magn,Mat.Vol.235,pp.169-173, 2001
- 「Pb置換Baフェライト薄膜の磁気特性」柿崎浩一、平塚信之、日本応用磁気学会誌、Vol.24,pp.519-522, 2000年
- "Magnetic properties and crystal structure of acicular barium ferrite particles" , （共著）, J.Mag.Soc.Jpn.,Vol.22,No.S1,pp.129-131, 1998
- "Fine structure of acicular BaCoxTixFe12-2x019 particles and their magnetic properties" , （共著）, J.Magn.Magn.Mat,Vol.176,pp.36-40, 1997